# Ib Stetter
Ib Gunnar Stetter, född Madsen 1 mars 1917 i Odense, död 16 mars 1997, var en dansk direktör och politiker för Det Konservative Folkeparti. Han var folketingsledamot 1964–1987, europaparlamentariker 1977–1979 och Danmarks industriminister 10 september 1982 till 12 mars 1986, i Poul Schlüters första ministär.
Ib Stetter var son till bankassistenten Egon Alexander Madsen (1893–1956) och Ellen Elvira Nielsen (1894–1959). Han tog realexamen 1934 och blev utexaminerad handelsassistent 1938 efter att ha varit lärling på brdr. Kier A/S i Århus. Han blev civilekonom 1945 och 1946–1976 var han direktör för P. Warmings Eftf. A/S i Ålborg. Han var även ordförande av Nordjyllands handelskammare 1958–1970 och var bland annat delaktig i upprättandet av Ålborg universitetscenter och andra högre utbildningar i regionen.
Stetter var engagerad i Det Konservative Folkeparti och blev invald i Folketinget för Ålborgs valkrets 1964. Han övertog kretsen efter Ole Bjørn Kraft, som han hade varit suppleant för i Folketinget 1963. Åren 1969–1971 var han partiets gruppordförande i Folketinget och 1971–1981 vice ordförande. Han innehade flera tunga poster, däribland som ledamot i finansutskottet (1968–1969), utrikesnämnden (1969–?), ordförande av Folketingets presidium (1971–1972 och 1981–1982), ledamot i representantskapet för Danmarks Nationalbank (1972–1982) och ledamot i Nordiska rådet (1969–1982). Från 1969 var han även ledamot i partistyrelsen. Vid sidan om sina uppdrag i Folketinget var han även ledamot i Europaparlamentet 1977–1979.

## Utmärkelser
- Riddare av Dannebrogorden,  1971[4]

[Redigera Wikidata]